# Вырли-Дол (Кырджалийская область)
Вырли-Дол (болг. Върли дол) — село в Болгарии. Находится в Кырджалийской области, входит в общину Кирково. Население составляет 5 человек.

## Политическая ситуация
В местном кметстве Фотиново, в состав которого входит Вырли-Дол, должность кмета (старосты) исполняет Назиф Акиф Сюлейман (Движение за права и свободы (ДПС)) по результатам выборов.
Кмет (мэр) общины Кирково — Шукран Кязим Идриз (Движение за права и свободы (ДПС)) по результатам выборов.